# Karl Martin (Politiker)

Karl Martin

Karl Martin (* 9. März 1893 in Deuben; † 13. Januar 1974 in Hamburg-Blankenese) war ein deutscher Politiker (NSDAP).

## Leben und Wirken
Nach dem Besuch Volksschule absolvierte Karl Martin von 1907 bis 1911 eine kaufmännische Lehre. Anschließend arbeitete er zwei Jahre lang als Handlungsgehilfe in einer Glasfabrik in Freital.
Im Oktober 1913 trat Martin in die Sächsische Armee ein, mit der er ab 1914 am Ersten Weltkrieg teilnahm. Nach seinem Ausscheiden aus dem Heer im Januar 1919 arbeitete Martin vier Jahre lang als Angestellter beim Rat der Stadt Dresden.
Von 1923 bis zum September 1930 verdiente er seinen Lebensunterhalt als Handlungsreisender. Zum 1. Februar 1928 trat er der NSDAP bei (Mitgliedsnummer 74.750), übernahm im Februar 1929 die Leitung der NSDAP-Ortsgruppe Annaberg und unterstützte als Unterbezirksleiter Robert Bauer bei der Verbreitung nationalsozialistischer Ideen in der Amtshauptmannschaft Annaberg. Im selben Jahr wurde er unbesoldeter Stadtrat der Stadt Annaberg im Erzgebirge.
Von September 1930 bis Juli 1932 saß Karl Martin als Abgeordneter der NSDAP für den Wahlkreis 28 (Dresden-Bautzen) im Reichstag der Weimarer Republik.
Dem nationalsozialistischen Reichstag gehörte er von November 1933 bis zum Ende der NS-Herrschaft im Mai 1945 für den Wahlkreis 29 (Leipzig) an.
Karl Martin hatte ferner seit 1932 das Amt eines Kreisfachberaters der NSDAP für Gemeindepolitik inne. 1933 gehörte er kurzzeitig dem Sächsischen Landtag an und im selben Jahr wurde er stellvertretender Bürgermeister von Annaberg. Am 15. Januar 1934 übernahm er den Posten eines Kreisleiters in Bautzen, wo er 1936 in der Stieberstraße 44 II wohnte.